# Traci Lords
Traci Lords, pseudonimo di Nora Louise Kuzma (Steubenville, 7 maggio 1968), è un'attrice ed ex attrice pornografica statunitense, nota soprattutto per la sua carriera pornografia (1984-1987), intrapresa quando era ancora minorenne.
Traci Lords è soprattutto nota per aver provocato nel 1986, anno del suo ritiro dalle scene a luci rosse, uno scandalo che colpì l'industria cinematografica pornografica statunitense: quell'anno l'attrice rivelò la sua vera identità ed età, causando problemi giudiziari a produttori, registi e attori, accusati di adescamento e corruzione di minorenne.

## Biografia
Nasce con il nome Nora Louise Kuzma nell'Ohio da Louis Kuzma, di origini ebraiche, e Patricia Briceland, di origini irlandesi. Dall'età di 10 anni subisce abusi sessuali dal fidanzato della madre. Nel 1982, dopo il divorzio dei genitori, si trasferisce con la madre e le tre sorelle a Redondo, in California. Anche qui però venne ripetutamente molestata sessualmente, questa volta dal nuovo compagno della madre, Roger, uno spacciatore di cocaina.
Nora rimase incinta nel 1983, a 15 anni, e dopo aver abortito, grazie a documenti falsi che attestavano la sua maggiore età procurati proprio da Roger, col nuovo nome di Kristie Elizabeth Nussman, di anni 18, posò per i primi servizi fotografici hard. Nel settembre di quell'anno uscì Pet of the Month sulla rivista Penthouse, e nello stesso anno apparve anche nel videoclip del brano Gimme, Gimme Good Lovin del gruppo heavy metal canadese Helix (dal disco Walkin' the Razor's Edge del 1984).

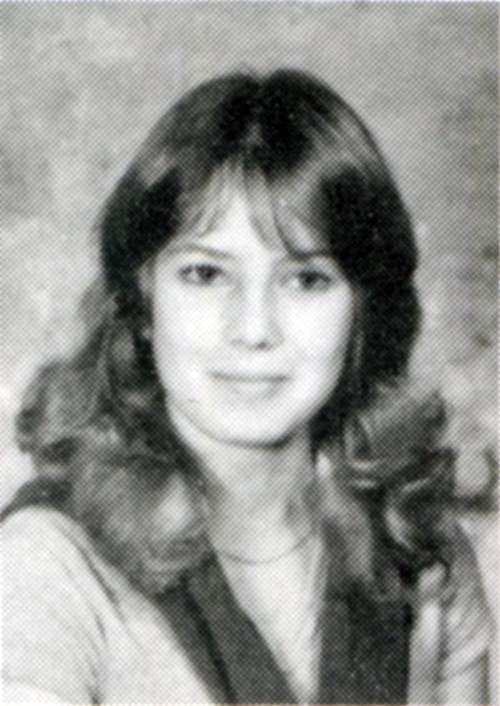
Nora Louise Kuzma all'età di 15 anni

Nel 1984 conobbe Tom Scott, pornoattore emergente di soli 18 anni, che la presentò al suo agente, Jim South della World Modelling Service. Di qui in poi assunse il nome di "Traci Lords". Poco dopo girò il suo primo film a luci rosse, What Gets Me Hot!, accanto all'amico, conosciuto nell'ambiente come "Tom Byron". Recitò in numerosissimi film, e diventò una delle star più seguite del genere. Le furono attribuiti gli appellativi di "dirty angel" e "sex bomb".
L'ultimo film pornografico è Traci I Love You del 1987, l'unico girato da maggiorenne, con cui concluse la sua carriera nel cinema porno. Nel 1986, stanca di essere ricattata dalla madre e dal patrigno, che Traci pagava per il loro silenzio, decise di rendere pubblica la sua storia. L'FBI intervenne e sequestrò tutti i film (74 in totale, di cui uno con la sua regia, più varie compilation e antologie).
Traci Lords se la cavò con poco: dovette pagare una multa per evasione fiscale. Poco dopo aprì una propria etichetta, la "Traci Lords production", curando personalmente il proprio rilancio. Nel 1986 un gruppo heavy metal decise di chiamarsi con il nome dell'attrice, ma la Lords chiese di farsi pagare e il gruppo cambiò nome in Lord Tracy.
Abbandonato il porno, nel 1992 la Lords cantò con James Dean Bradfield il brano Little Baby Nothing, contenuto nell'album Generation Terrorists dei Manic Street Preachers, per poi avviare una carriera discografica nel 1994 con il singolo Control, incluso nella colonna sonora di Mortal Kombat e di notevole successo. Nel 1995 pubblicò il suo album di debutto, intitolato 1000 Fires.
Partecipò al film di John Waters Cry Baby, poi in alcuni episodi di Melrose Place e nella serie TV The Tommyknockers - Le creature del buio ideata da Stephen King, e nel film Blade accanto a Wesley Snipes, oltre a numerose altre apparizioni in produzioni minori.

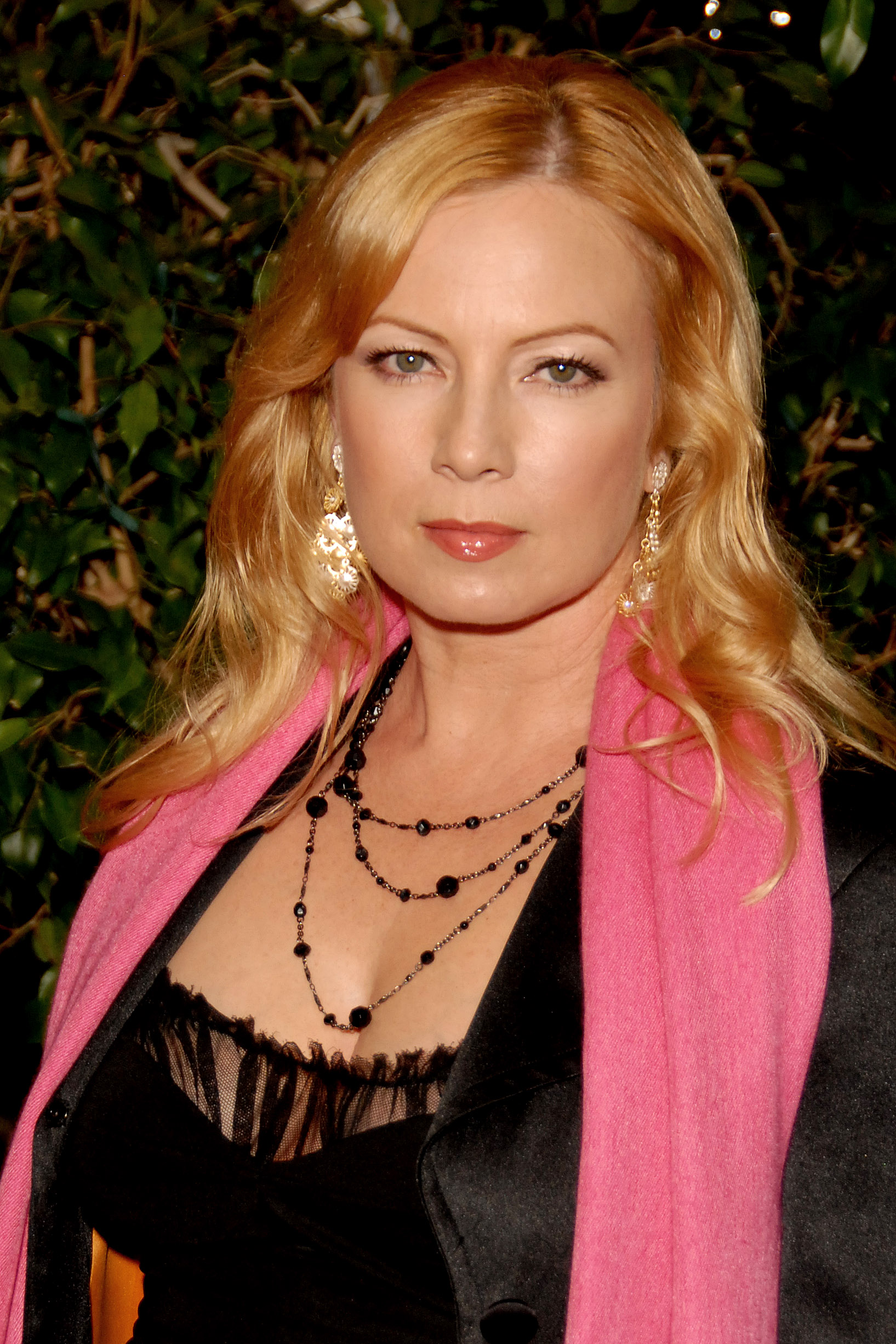
Traci Lords nel 2011

Nel 2003 pubblicò un'autobiografia dal titolo Underneath It All (Sotto a tutto).

## Vita privata
Si sposò una prima volta nel 1990 con l'attore Brook Yeaton da cui divorziò nel 1996. Si è sposata con Ryan Granger nel 1999, ma hanno divorziato otto mesi dopo. Nel 2002 si è sposata con l'attore Jeff Gruenewald, con cui ha avuto un figlio.

## Filmografia

### Come attrice
- What Gets Me Hot! (1984)
- Bad Girls III (1984)
- Breaking It (1984)
- Latent Image Presents Tracy Lords (1984)
- Lust in the Fast Lane (1984)
- Miss Passion (1984)
- Night Of Loving Dangerously (1984)
- Open Up Tracy (1984)
- Sexy Shorts (1984)
- Sister Dearest (1984)
- Talk Dirty to Me, Part III (1984)
- The Sex Goddess (1984)
- Those Young Girls (1984)
- Tracie Lords (1984)
- Tracy Lords (1984)
- Adventures of Tracy Dick: The Case of the Missing Stiff (1985)
- Another Roll in the Hay (1985)
- Aroused (1985)
- Battle of the Stars (1985)
- Black Throat (1985)
- Country Girl (1985)
- Dirty Pictures (1985)
- Dream Lover (1985)
- Educating Mandy (1985)
- Electric Blue 20 (1985)
- Electric Blue 21 (1985)
- Electric Blue 28 (1985)
- Erotic Gold (1985)
- Erotic Zones Vol. 1 (1985)
- First Annual XRCO Adult Film Awards (1985)
- Future Voyeur (1985)
- Harlequin Affair (1985)
- Holly Does Hollywood (1985)
- Hollywood Heartbreakers (1985)
- It's My Body (1985)
- Jean Genie (1985)
- Jeannie's Magic Box (1985)
- Jubilee Of Eroticism (1985)
- Just Another Pretty Face (1985)
- Kinky Business (1985)
- Ladies in Lace (1985)
- Love Bites (1985)
- Private Fantasies V (1985)
- One Hot Night of Passion (1985)
- Passion Pit (1985)
- Peek a Boo Gang (1985)
- Perfect Fit (1985)
- Physical II (1985)
- The Grafenberg Spot (1985)
- The Pleasure Party (1985)
- Pony Girl (1985)
- Pony Girl Number Two (1985)
- Portrait of Lust (1985)
- Sex Fifth Avenue (1985)
- Sex Waves (1985)
- Sizzling Suburbia (1985)
- Suzie Superstar II (1985)
- Swedish Erotica 57 (1985)
- Swedish Erotica 60 (1985)
- Sweet Little Things (1985)
- Tailhouse Rock (1985)
- Talk Dirty to Me, Part IV (1985)
- Tracy in Heaven (1985)
- Tracy's Dilemma (1985)
- Two Timing Traci (1985)
- Vortice erotico (New Wave Hookers, 1985)
- We Love to Tease (1985)
- Whore of the Worlds (1985)
- Wild Things (1985)
- Young and Restless 2 (1985)
- Beverly Hills Copulator (1986)
- Deep Inside Traci (1986)
- Foxy Boxing (1986)
- Porn in the U.S.A. (1986)
- Private Fantasies VI (1986)
- The Eros (1986)
- The Virgin Hunters: Traci Lords vs. Kyôko Aizome (1986)
- Traci Takes Tokyo (1986)
- Fantasies (1986)
- Traci, I Love You (1987)

### Come attrice e regista
- Sex Shoot (1985)

### Antologie
- Joys of Erotica 104 (1984)
- Joys of Erotica 109 (1984)
- Joys of Erotica 110 (1984)
- Pleasure Productions 9 (1984)
- Pleasure Productions 10 (1984)
- Adult 45 (1985)
- Diamond Collection 69 (1985)
- Dirty Dozen: The Hot Ones (1985)
- Fantasy Club 59 (1985)
- Gourmet Quickies 23 (1985)
- Hot Pink (1985)
- Huge Bras 3 (1985)
- Inside Danielle (1985)
- Joys of Erotica 114 (1985)
- Keyhole Productions 102: Cum Shots (1985)
- Keyhole Productions 104 (1985)
- Lust on Main Street (1985)
- More Than a Handful (1985)
- Suze Randall Double Feature - Miss Passion and Love Bites (1985)
- Best of Diamond Collection (1986)
- Diamond Collection 73 (1986)
- Diamond Collection 75 (1986)
- Diamond Collection 76 (1986)
- Diamond Collection 89 (1986)
- Girls of Paradise (1986)
- Hot Cum Orgy (1986)
- Hot Shorts: Cara Lott (1986)
- Hot Shorts: Raven (1986)
- Reincarnation of Don Juan (1986)
- Superstars and Superstuds (1986)
- Tracy's Hidden Fantasies (1986)
- Double Penetration 2 (1987)
- Cumshot Review Vol. 3 (1988)
- P.S. I Love You (1989)
- A Taste of Traci Lords (1989)

### Filmografia successiva
- Not of This Earth (1988)
- Cry Baby (1990)
- Murder in High Places (1991)
- Raw Nerve (1991)
- Shock 'em Fead (1991)
- A time to Die (1991)
- Laser Moon (1992)
- The Nutt House (1992)
- Ice (1993)
- Intent to Kill (1993)
- Highlander (Highlander: The Series) – serie TV, episodio 2x04 (1993)
- Il ritmo del silenzio, regia di Andrea Marfori (1993)
- The Tommyknockers - Le creature del buio (1993, film TV)
- As Good as Sead (1994)
- Bandit: Bandit's Silver Angel (1994, film TV)
- Dragstrip Girl (1994)
- Plughead Rewired: Circuitry Man II (1994)
- La signora ammazzatutti (Serial Mom, 1994)
- Skinner (1995)
- Virtuality (Virtuosity, 1995)
- Your Studio and You (1995)
- Profiler (1996, film TV)
- Blood Money (1996)
- Dead Man's Island (1996)
- Underworld (1996)
- Boogie Boy (1997)
- Extramarital (1997)
- Full Blast (1997)
- Ecstasy Generation (Nowhere, 1997)
- Stir (1997)
- First Wave (1998)
- Blade (1998)
- Me and Will (1998)
- The story of X (1998)
- Certain guys (1999)
- D.R.E.A.M. Team (1999, Film per la TV)
- You're killing me... (1999)
- Chump Change (2000)
- Epicenter (2000)
- Black Mask 2: City of Masks (2001)
- Will & Grace - serie TV, 8X07 (2005)
- Sky College (2006)
- Uno sconosciuto alla mia porta (Point of Entry), regia di Stephen Bridgewater – film TV (2008)
- Zack & Miri - Amore a... primo sesso (Zack and Miri Make a Porno), regia di Kevin Smith (2008)
- Excision (2012)
- Devil May Call (2013)
- Tag (2015)
- Sharkansas Women's Prison Massacre (2015)
- Eastsiders (2015-in corso)

## Discografia

### Album in studio
- 1995 – 1000 Fires

### Singoli
- 1994 – Control
- 1995 – Fallen Angel
- 2004 – Sunshine
- 2004 – You Burn Inside of Me
- 2004 – What Cha Gonna Do
- 2004 – Walking in L.A.
- 2011 – Last Drag
- 2012 – He's My Bitch (feat. House Rejects & Brian Lucas)